# Авраменко Олександр Іванович (письменник)
Олександр Іванович Авраменко (нар. 4 серпня 1934, Запоріжжя — пом. 23 лютого 1974, Київ) — український радянський письменник, журналіст; член Спілки письменників СРСР з 1972 року. Батько мистецтвознавця Олесі Авраменко.

## Біографія
Народився 4 серпня 1934 року в Запоріжжі. Член КПРС з 1961 року. У 1967 році закінчив Одеський університет.
Працював кореспондентом газети «Молодь України», редактором газети «Комсомолець Запоріжжя». З 1970 року – на партійній роботі. 

Могила письменника.

Жив у Києві. Помер 23 лютого 1974 року. Похований на Байковому кладовищі (ділянка № 2).

## Творчість
Друкуватися почав у 1964 році. Твори присвячені німецько-радянській війні, життю робітників. Серед творів:
- Зграйка зелених ластівок (Київ, 1967);
- Прометеєві діти (Київ, 1970);
- Солодка чара гіркоти (Київ, 1971);
- Гінці з неволі // Дніпро. 1973. № 11 (в основі повісті документальні факти боротьби молодих партизанів Миколаєва проти німецьких окупантів);
- Пригоди білої ромашки (Київ, 1978).